# Puzzle & Dragons
Puzzle & Dragons (パズル&ドラゴンズ?, Pazuru & Doragonzu), anche noto come Pazudora (パズドラ?), è un videogioco rompicapo con elementi RPG sviluppato da GungHo Online Entertainment per iOS, Android e Kindle Fire. Un adattamento anime dal titolo Puzzle & Dragons X, prodotto da Pierrot, ha iniziato la trasmissione televisiva il 4 luglio 2016.